# Salizzole
Salizzole és un comune (municipi) de la província de Verona, a la regió italiana del Vèneto, situat a uns 100 quilòmetres a l'oest de Venècia i a uns 20 quilòmetres al sud-est de Verona.
A 1 de gener de 2020 la seva població era de 3.822 habitants.
Salizzole limita amb els següents municipis: Bovolone, Concamarise, Isola della Scala, Nogara i Sanguinetto.